# Nicolás Bertolo
Pour les articles homonymes, voir Bertolo.
Nicolás Bertolo (né le 2 janvier 1986 à Córdoba en Argentine) est un footballeur argentin évoluant au poste de milieu de terrain.

## Palmarès

### Boca Juniors
- 2007 : Vainqueur de la Copa Libertadores
- 2007 : Vainqueur du Tournoi de Clôture d'Argentine

### River Plate
- 2015 : Vainqueur de la Copa Libertadores 2015